# Герман Охридски
Вижте пояснителната страница за други личности с името Герман.
Герман е православен духовник, охридски архиепископ от 1688 до 1691 година и отново около 1702-1703 година.
Преди да заеме охридската катедра Герман е митрополит на Воденската епархия. Избран е за архиепископ на 8 май 1688 година. На 8 август 1691 година е свален от поста, което той признава формално едва през 1695 година. He е ясно дали, след катое е свален от охридския престол не е заел отново воденската катедра. На 7 април 1695 г., в събора против Григорий Търновчанин, той е споредъ Бодлевия и екзархийския препис πρῴην Ἀχριδῶν, а, според Aнтимовия, той е и πρόεδρος Βοδενῶν. Предполага се, че между 1699 и 1702 година отново става архиепископ, като остава на тази длъжност до началото на 1703 година.
Молба на архиепископ Герман от 1689 година до султана да се уволни подведомствения му калугер Игнатий, получил без негово знание на 3 август 1689 берат за митрополит на Арнаут Белград и Авлона, е подписана „Слугата Ви Герман, сегашен охридски патриарх“. Документът е публикуван за пръв път от Иван Снегаров и отново от М. Тодорова.